# Supersypnoides albinigra
Supersypnoides albinigra là một loài bướm đêm trong họ Noctuidae.